# Magnetoresistenza colossale
La Magnetoresistenza colossale o in sigla CMR (Colossal magnetoresistance) è la proprietà di alcuni materiali, per lo più basati sul manganese e ossidi di Perovskiti che gli consente di cambiare radicalmente la loro resistenza elettrica in presenza di un campo magnetico.
La magnetoresistenza di materiali convenzionali consente un cambio di resistenza fino al 5%, invece i materiali con CMR possono dimostrare cambiamenti di resistenza per diversi ordini di grandezza.
Questa tecnologia trova applicazione nei dischi fissi con grosse quantità dati (da 8TB in su).